# L'Addition
Pour plus de détails, voir Fiche technique et Distribution.
L'Addition est un film français réalisé par Denis Amar et sorti en 1984.

## Synopsis
Pour avoir voulu défendre une jeune fille (Victoria Abril) accusée de vol, un comédien (Richard Berry) se retrouve en prison. Embarqué malgré lui dans une tentative d'évasion, il est condamné par un tribunal particulièrement incompétent qui suit sans réfléchir les plaidoiries d'un avocat général débordant de zèle. Une fois incarcéré, le comédien doit compter avec les harcèlements de l'un des gardiens (Richard Bohringer), un dangereux sociopathe frustré de la vie.

## Fiche technique
- Titre : L'Addition
- Réalisation : Denis Amar, assisté de Frédéric Blum
- Scénario : Denis Amar, Jean-Pierre Bastid, Jean Curtelin
- Dialogues : J. Curtelin
- Photographie : Robert Fraisse
- Décors : Serge Douy
- Musique : Jean-Claude Petit
- Montage : Jacques Witta
- Sociétés de production : Swanie Productions - Top n° 1 - TF1 Films Production - Union Générale Cinématographique
- Pays de production :  France
- Format : Couleurs
- Durée : 85 minutes
- Date de sortie : France - 4 avril 1984
- Affiche : Michel Landi (France)

## Distribution
- Richard Berry : Bruno Winckler
- Richard Bohringer : Albert Lorca
- Victoria Abril : Patty
- Farid Chopel : José
- Daniel Sarky : Constantini
- Fabrice Eberhard : Minet
- Francis Arnaud : Le complice de Constantini
- Jacques Sereys : Le directeur de la prison
- Vincent Lindon : Un détenu
- Isaach de Bankolé : Bill
- Luc Florian : le surveillant du supermarché
- Alain Frérot : un gardien
- Riton Liebman : Jeannot
- Charlie Nelson : un détenu
- Jacques Nolot : un détenu
- Simon Reggiani : Lenuzza
- Gérard Caillaud
- Patrick Poivey : Un gardien de prison
- Jacques Sernas : Un gardien de prison

## Distinctions
- Grand prix festival du film policier de Cognac 1984
- César du meilleur second rôle masculin 1985 pour Richard Bohringer

## Box-office
Le film a fait 1 212 072 entrées en France.